# 탈 (가수)
탈(Tal, 1989년 12월 12일 ~ )은 이스라엘 태생 프랑스의 싱어송라이터이다.

## 음반 목록
- Le droit de rêver (2001)
- À l'infini (2013)
- Tal (2016)